# 徐淳刚
徐淳刚（1975年—），中国当代诗人、翻译家、摄影家。

## 作品
徐淳刚共出版诗集、小说集、翻译集十多种。其中《月亮与六便士》中译本大陆畅销250万册。港澳台马来西亚新加坡出有繁体版。

### 诗集
- 2003年 《自行车王国》
- 2012年 《面具》
- 2012年 《南寨》

### 小说
- 2010年 《树叶全集》

### 翻译
- 2012年 《弗罗斯特诗精选》
- 2012年 《生来如此》
- 2012年 《布考斯基中文诗集》
- 2015年 《尘土是唯一的秘密》
- 2016年 《爱是地狱冥犬》
- 2017年 《月亮与六便士》

### 摄影集
- 2015年 《2014全球电线摄影展》
- 2016年 《Xi'an》（西安）